# جزیره چرچیل
جزیره چرچیل (انگلیسی: Churchill's Island) فیلمی در ژانر مستند، جنگی و زندگینامه‌ای است که در سال ۱۹۴۱ منتشر شد. این فیلم محصول پروپاگاندای دولت بریتانیاست و کارگردان آن، استوارت لگ است. از بازیگران آن می‌توان به لورن گرین اشاره کرد.
این فیلم در چهاردهمین دوره جوایز اسکار برنده جایزه اسکار بهترین فیلم مستند شده است.